# مزامیر

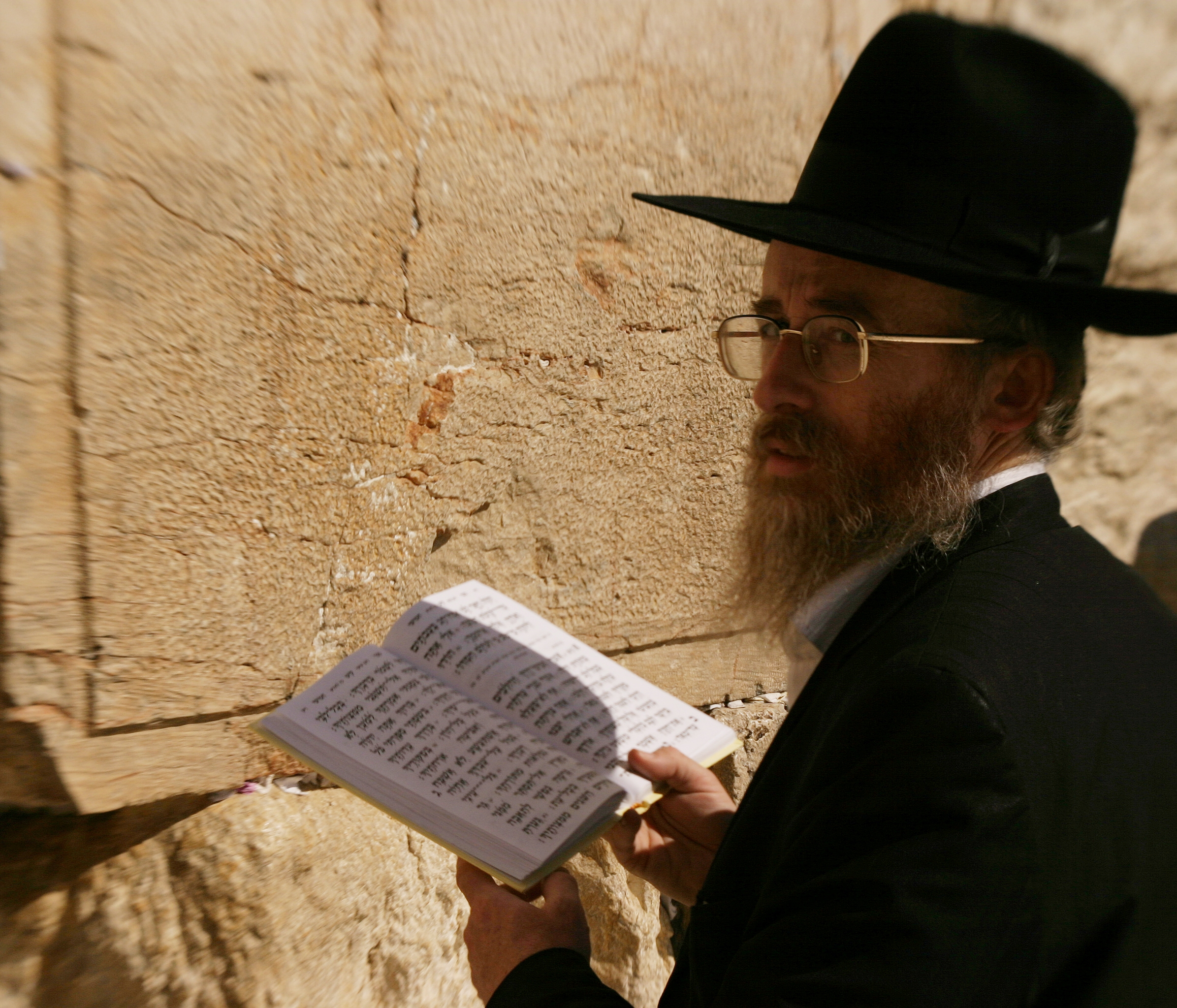
مرد یهودی در حال خواندن مزامیر در دیوار غربی

مزامیر (عبری: תהילים تِهیلِم) زبور داوود، یکی از بخش‌های تنخ یهودی و عهد عتیق در کتاب مقدس است. مزامیر به صورت شعر بی‌وزن عبری نگاشته شده است. قسمت‌هایی از مزامیر به همراه برخی از متون دیگر، نمازهای سه‌گانه یهودیان را تشکیل می‌دهند. همچنین خواندن تهیلیم را به مناسبت‌های گوناگون نیز انجام می‌دهند. در این کتاب نام بسیاری از آلات موسیقی قدیمی مانند دف، کینور و غیره ذکر شده است و در بخش‌هایی از آن بر اهمیت موسیقی و رقص برای ستایش پروردگار تأکید شده است. سرایش تعدادی زیادی از این اشعار به داوود، پادشاه اسرائیل، منسوب است اما پژوهشگران این ادعا را رد می‌کنند. از ۱۵۰ مزمور فقط سی و چهارتای آن عنوان ندارند که به آن‌ها مزامیر یتیم گفته می‌شود.

## معرفی
در کتاب مقدس عبری، این کتاب با عنوان ستایش‌ها خوانده می‌شود. عنوان این کتاب در کتاب مقدس یونانی برگرفته از کلمه‌ای به معنای «به صدا درآوردن زه‌ها» است و این نشاندهٔ این است که در بند بند نوشته‌های این کتاب، موسیقی مستتر شده است. اما کلمهٔ «مزامیر» در عربی جمع مزمار به معنی سرود و ترانه است. شعری که با موسیقی خوانده می‌شود.
بر اساس روایت منابع سنتی، کتاب مزامیر را هفت نویسنده به نگارش درآورده اند:
- داوود پادشاه، ۷۳ مزمور
- پسران قورح، ۹ مزمور (مزامیر ۴۲، ۴۹–۴۴، ۸۴، ۸۵، ۸۷)
- آساف، ۱۱ مزمور (مزامیر ۵۰، ۸۳–۷۳)
- سلیمان، مزامیر ۷۲ و ۱۲۷
- موسی، مزمور ۹۰
- هیمان، مزمور ۸۸
- ایتان، مزمور ۸۹.

هویت نویسندهٔ پنجاه مزمور باقی مانده روشن نیست، ولی اغلب «عزرا» را نویسنده آنها می‌دانند. مزامیر در طول هزاران سال، سرودهای عبادتی یهودیان و مسیحیان (در کلیسا‌ها و کنیسه‌ها) بوده است.
کتاب مزامیر را نمی‌توان بر اساس موضوع تقسیم‌بندی کرد، اما اغلب آن را به پنج مجموعه یا کتاب به شرح زیر تقسیم می‌کنند. هر کتاب شامل موضوعات مختلف نظیر بیان رنج‌ها، درخواست کمک، اعلام توکل به خداوند و پیروزی در او، بخش‌هایی از تاریخ قوم اسرائیل و حمد و ستایش خدا است. هر کتب با جمله‌ای در ستایش خدا به پایان می‌رسد.

## تطبیق زبور با مزامیر
برخی پژوهشگران زبور مذکور در قرآن را با مزامیر در عهد عتیق/تنخ برابر دانسته‌اند. با این که مزامیر بیش‌تر به عنوان کتاب دعا و تسبیح شهرت دارد؛ زبور و بخش‌های بزرگی از مزامیر به داوود منسوب‌اند. در قرآن از زبور آورده شده‌است که بندگان نیکوکار خداوند وارث زمین خواهند شد. در مزامیر داوود، آیه‌ای با معنی مشابه آمده‌است:
- زیرا که خداوند عدالت را دوست می‌دارد و بندگان صالح خود را رها نمی‌کند بلکه از ایشان نگهداری می‌کند زیرا که درخت شریران بریده خواهد شد. و صدیقان وارث زمین شده تا ابد در آن سکونت خواهند کرد؛ زیرا که زبانشان به حکمت گویاست.(مزامیر ۳۷:۲۹)

برخی نیز آیه قرآن در سوره انبیاء را با این بخش مزامیر تطبیق داده‌اند.
- زیرا که شریران منقطع می‌شوند اما متوکلان به خداوند وارثان زمین خواهند شد. و متواضعان وارث زمین شده از سلامت بهره خواهند برد. شریر دندان‌های خویش بر او می‌فشارد، اما خداوند بر صدیقان متبسم است. (مزامیر ۳۸:۱۱)

آیات دیگری از مزامیر نیز مفهومی نزدیک با آنچه در قرآن آمده‌است دارند:
- خداوند روزی صالحان را می‌داند و میراث ایشان زمین ابدی باشد که در زمان بلا خجل نشوند و در ایام قحطی سیر خواهند شد. این متبرکان خداوند زمین را به میراث می‌برند.(مزامیر ۳۸ ۹:۱۱)

برخی از علمای مسلمان که زبور را اشاره‌ای به کتب انبیای پیشین و نه فقط کتاب داوود می‌دانند، این آیه قرآن را با آیه مشابهی در سفر خروج برابر دانسته‌اند.
- و بندگان خود ابراهیم و اسماعیل و اسحاق و یعقوب را به یادآور چون‌که به ذات خود برای ایشان سوگند یاد کرده به‌ایشان گفتی که ذریه شما را چون ستاره‌های آسمان بسیار خواهم گردانید و تمامی زمینی که درباره‌اش گفتم به ذریه شما خواهم بخشید که تا ابد وارث آن باشند. (خروج ۳۲:۱۱)

با این حال در این مورد که منظور از زبور، همان مزامیر است، اطمینان وجود ندارد. یهودیان و مسیحیان خود معترف‌اند که از ۱۵۰ مزمور در عهد عتیق، تنها ۷۱ یا ۷۳ مزمور را می‌توان به داوود نسبت داد و دیگر مزامیر در سالیان دیگر افزوده شده‌اند.

## تقسیم‌بندی کلی
- کتاب اول: مزامیر ۱ تا ۴۱
- کتاب دوم: مزامیر ۴۲ تا ۷۲
- کتاب سوم: مزامیر ۷۳ تا ۸۹
- کتاب چهارم: مزامیر ۹۰ تا ۱۰۶
- کتاب پنجم: مزامیر ۱۰۷ تا ۱۵۰

## در قرآن و ادبیات فارسی
سعدی شاعر قرن هفتم:
| آتشی از سوز عشق، در دل داوود بود |  | تا به فلک می‌رسد، بانگ مزامیر او |